# 人生トントン説
「人生トントン説」（じんせいトントンせつ）は、ジュキヤと純平の楽曲。デジタル配信限定シングルとしてポニーキャニオンより2022年12月14日に各音楽配信サービスにてリリースされた。

## 概要
ジュキぱっぱ名義でリリースした前作『奇想天外ぽんぽこぽん!!』から約1か月ぶりのリリースとなり、ジュキぱっぱのYouTubeチャンネルにて行われた「ジュキぱっぱ メジャーデビュー記念生配信」にて本作のリリースも発表された。
前作の配信開始日には、本作のリリース情報の他、アーティスト写真とジャケットが公開された。
本作は、ジュキヤと中町JP（中町兄妹）の2人のみでの楽曲となっており、元々ジュキぱっぱをCDでメジャーデビューさせようと思っていた田口達也が、もう1曲作ろうと提案したことで制作された。
本作も前作に引き続きNon Stop Rabbitの田口達也がプロデュースを手掛けている。

## 収録内容
| #         | タイトル           | 作詞               | 作曲      | 編曲           | 時間 |
| --------- | ------------------ | ------------------ | --------- | -------------- | ---- |
| 1.        | 「人生トントン説」 | ジュキヤ、田口達也 | 田口達也  | 鈴木Daichi秀行 | 4:34 |
| 合計時間: | 合計時間:          | 合計時間:          | 合計時間: | 合計時間:      | 4:34 |

## クレジット
- ジュキヤと純平
  - ジュキヤ（Vo.・作詞）
  - 中町JP（Vo.）
- スタッフ
  - 田口達也（作詞・作曲・プロデュース）
  - 鈴木Daichi秀行（編曲・ミキシング・レコーディング）